# AN/ASQ-228

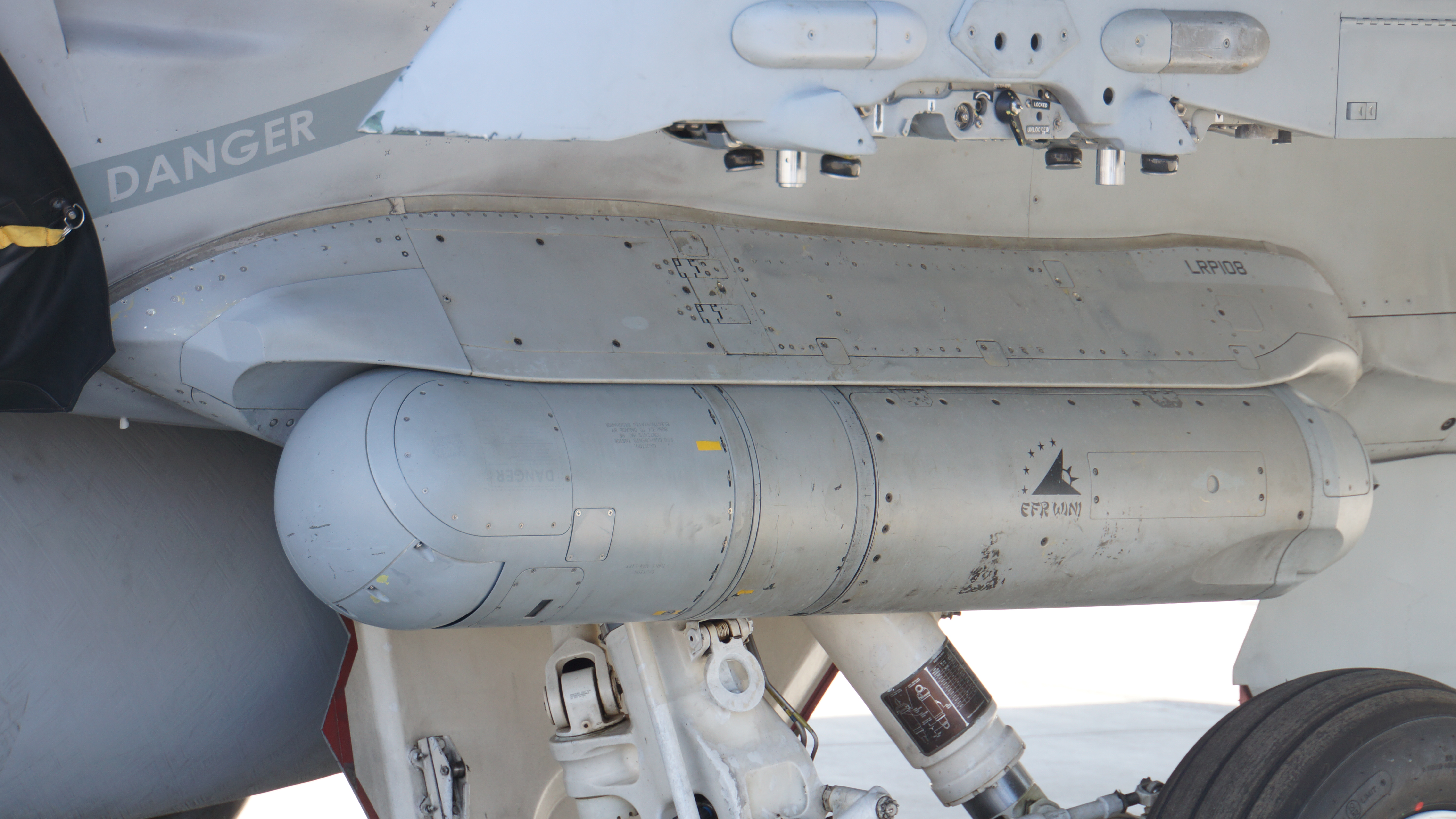
F/A-18Eに搭載されたAN/ASQ-228

AN/ASQ-228は、レイセオン（現レイセオン・テクノロジーズ）が開発した、発達型前方監視赤外線（Advanced Targeting Forward-Looking Infra-Red, ATFLIR）ポッド。航法用ポッドと目標指示ポッドの機能を統合化したポッドとなっている。

## 概要
本機はポッド式の航法および目標指示装置で、内部には航法前方監視赤外線（Navigation Forward-Looking Infra-Red, Nav FLIR）、レーザー・スポット追跡装置（Laser Spot Tracker, LST）、電子光学センサー・ユニット（Electro-Optical Sensor Unit, EOSU）が収納されている。幅広い脅威の識別機能、スタンドオフ距離からのピンポイント精度およびリアルタイム評価能力、最大高度約1,524メートル、斜め距離約48キロメートルからのレーザー目標指示能力、従来以上の高画質電子光学および赤外線（Electron Optics/Infra-Red, EO/IR）画像提供能力等の特徴を有しており、今後、レーザー・マーカー機能付加、電子機器の一体化、センサー融合機能の追加、自動目標識別機能付与、電子光学カメラおよびLSTの改良、探知距離の延伸などの機能強化が行われる予定である。
米海軍では、ハードウェアの準備状況と維持コストを考慮し、ATFLIRの後継として改良か交換かの選択肢を検討を行った。その結果2022年に後継としてライトニングが選定されている。

## 対応機種
- F/A-18C/D
- F/A-18E/F

## 採用国
アメリカ合衆国
- アメリカ海軍
- アメリカ海兵隊

 マレーシア
- マレーシア空軍

 オーストラリア
- オーストラリア空軍

 スイス
- スイス空軍